# Louis des Escotais
Louis, comte des Escotais, naît le 2 novembre 1746 au château de la Roche des Escotais et décède à Londres le 9 novembre 1812 . Il est maréchal de camp des armées de Louis XVI.

## Origines familiales
Louis des Escotais, descend d'une ancienne famille aristocratique du Maine (les Escotais). En écrivant sur sa famille, François-Alexandre de la Chesnay dans son dictionnaire sur la noblesse écrit:
« Cette seigneurie qui a appartenu successivement à ceux de ce nom, les remonte à l’origine des surnoms et à l’établissement des fiefs héréditaires, au moyen de quoi ces fiefs et ces surnoms sont devenus propres aux familles. »
Le premier des Escotais, Thibault, a participé à la troisième croisade en 1191 auprès de Richard Cœur de Lion, et la filiation de Louis est prouvée jusqu'à Guillaume II des Escotais qui vivait en 1280,,,.
Son père, Roland des Escotais, lieutenant général des armées du roi, a obtenu l'érection de ses terres en comté des Escotais par lettres patentes du roi Louis XV en 1755.
Sa mère, Anne Geneviève de Pineau de Viennay, est la fille de Jacques de Pineau de Viennay, « baron » de Lucé et conseiller au Parlement[réf. à confirmer].
Il est le neveu de Louis-Joseph des Escotais (frère de son père), lieutenant général sous Louis XVI, grand hospitalier de l'ordre de Malte et gouverneur de l'île de Ré.

## Enfance et jeunesse
Louis-Jacques-Roland des Escotais naît le 2 novembre 1746 dans le château familial de la Roche des Escotais, à Saint-Paterne-Racan en Touraine. Il est le deuxième enfant et principal héritier d'une fratrie de trois enfants. Sa soeur aînée, Marie-Anne, épouse Annet de Chavagnac, fils de Gilles et petit-fils de Henri-Louis, et sa sœur cadette, Michelle-Geneviève, épouse Anne-Jean Le Gras du Luart.
Le 26 juin 1771, à l'âge de 24 ans, il épouse Marie-Louise de Plas, dame de compagnie de Sophie de France puis d'Adélaïde de France,,. Le roi Louis XV, le futur Louis XVI, Marie-Antoinette ainsi que toute la famille royale lui font l'honneur de signer son contrat de mariage.

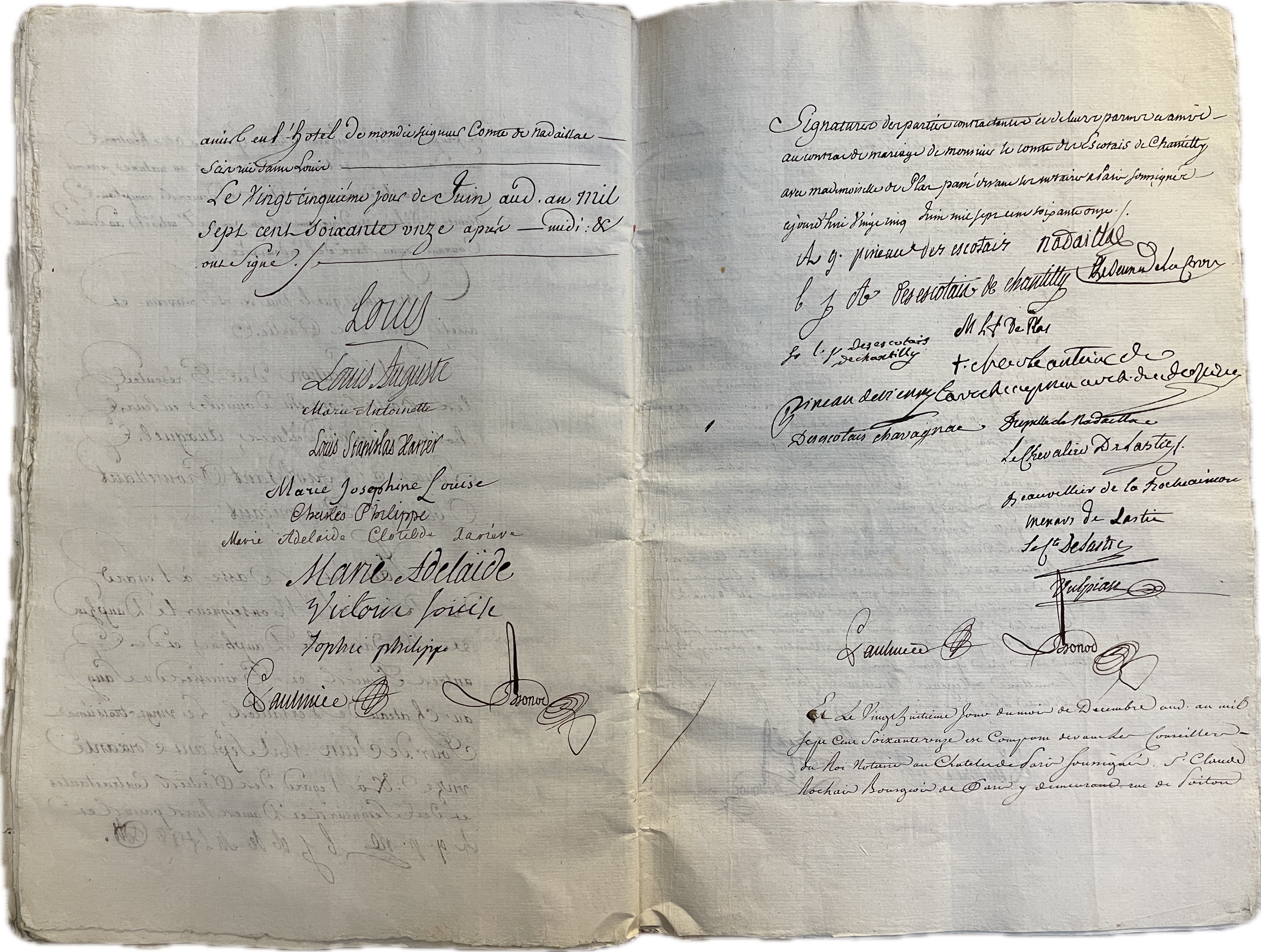
Contrat de mariage de Louis des Escotais signé par Louis XV et la famille royale

De cette union naissent trois enfants :
- Charles Anne Louis Roland des Escotais (1772-1822), chevalier de l'ordre de Saint Louis, consul de Gibraltar, postérité en lignée masculine jusqu'à aujourd'hui
- Guy Anne des Escotais (1773-1817), chevalier profès de l'ordre de Saint-Jean de Jérusalem
- Blanche des Escotais (1787-1879), mariée à Adrien, comte de Tramecourt.

Tout comme son père avant lui (1767 et 1770,,), il a l'honneur de recevoir les honneurs de la Cour en 1775alors qu'il n'a encore que 29 ans. Cet honneur vient ainsi reconnaitre les services exceptionnels que sa famille a rendus à la couronne.

## Carrière militaire
Louis des Escotais débute sa formation très jeune comme il était d'usage pour les fils de l'aristocratie. En 1760, à l'âge de 14 ans, il entre dans la première compagnie des mousquetaires du roi. Il poursuit sa formation auprès de son oncle Louis-Joseph des Escotais (maréchal de camp du régiment de Chantilly) qu'il assiste comme aide de camp. À ses côtés, et alors qu'il n'a que 15 ans, il prend part à la guerre de Sept Ans. Sa bravoure est particulièrement remarquée lors de la bataille de Friedberg (28-30 août 1762) où il est blessé au bras et son cheval est tué sous lui.
En 1765, à l'âge de 19 ans, il achève sa formation et prend le commandement d'une compagnie du régiment d'Esterhazy puis quatre ans plus tard est promu mestre de camp.
Ses capacités militaires mais aussi diplomatiques étant remarquées, il est nommé conseiller d'ambassade auprès des États généraux des Provinces-Unies (actuels Pays-Bas) le 12 novembre 1772. Il y mène un certain nombre d'activités de renseignements pour le compte de Louis XV.
Il rentre ensuite en France et reçoit le 18 avril 1776 le commandement du régiment du Boulonnois de la part de Louis XVI . Il est à cette occasion promu colonel,puis brigadier des armées en 1781.
Sa loyauté et sa bravoure lui valent l'honneur d'être décoré en 1777 de l'ordre royal et militaire de Saint-Louis, distinction récompensant les officiers les plus valeureux.
Il termine sa carrière dans l'armée de l'ancien régime au grade de maréchal de camp qu'il obtient le 9 mars 1788,,.

## Révolution française et émigration
Sa fortune, sa position particulièrement importante ainsi que la place que tiennent à la Cour son fils ainé Roland (capitaine des gardes du corps de Louis XVI) et sa femme (dame de compagnie des tantes de Louis XVI) lui attire beaucoup d'hostilité de la part de la population de son comté. Craignant pour sa vie, il quitte la France en septembre 1791 avec son fils ainé. 
À la suite de son émigration, tous ses biens sont alors saisis et vendus comme biens nationaux. Sont notamment saisis et vendus ses châteaux de la Roche des Escotais (à Saint Paterne), du Plessis-Barbe (Bueil en Touraine), d'Armilly (Neuillé-Pont-Pierre) et du Bois (Coudray-Macouard).

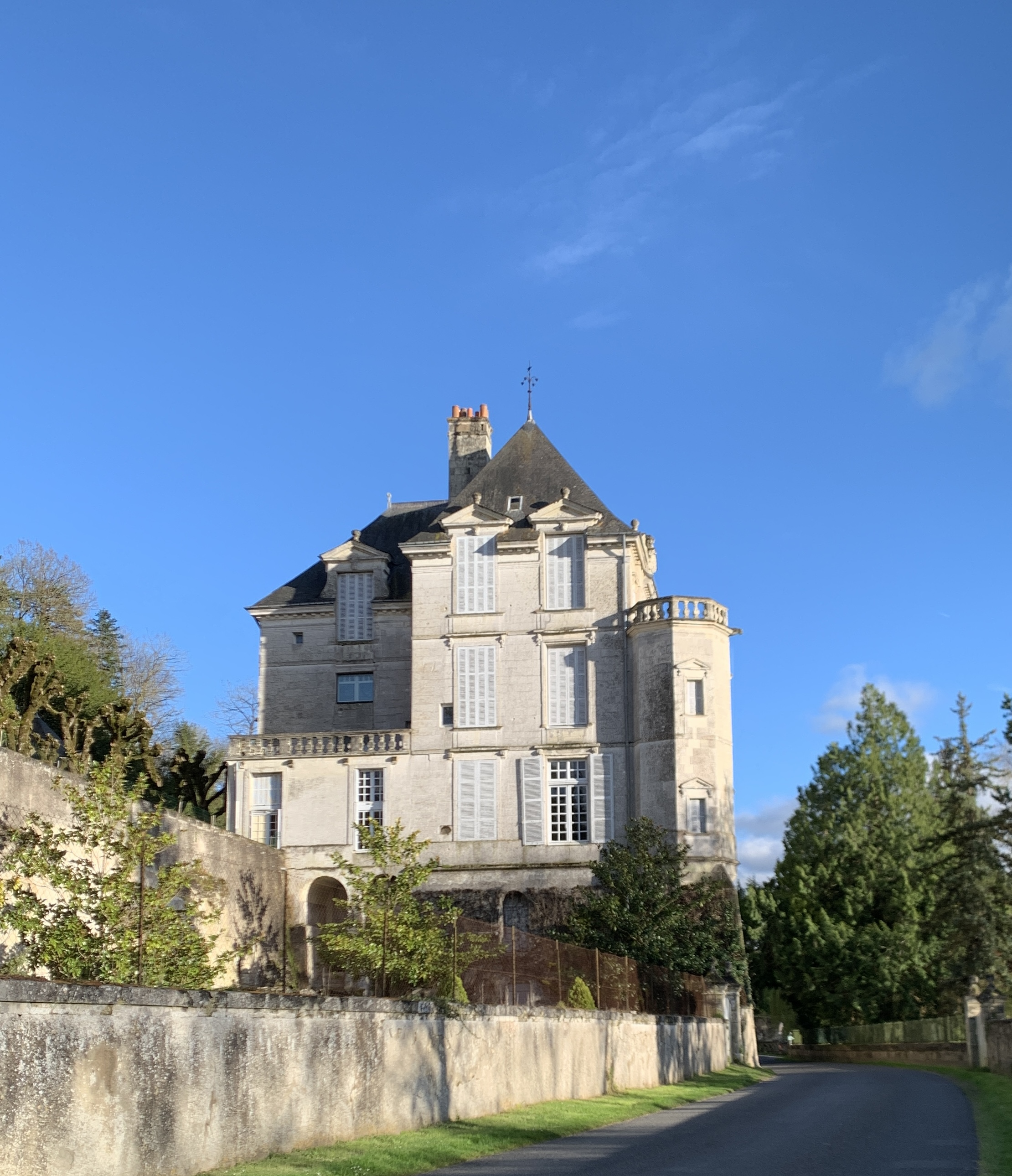
Château de la Roche des Escotais

Comme de nombreux aristocrates, il part combattre dans l'armée des Princes où son expérience lui permet alors de prendre le commandement d'une des divisions. Il commande notamment au siège de Maastricht en 1793. À la suite de ce dernier acte de bravoure, il arrête alors d'exercer le métier des armes et émigre en Angleterre.
Il réside réside durant près de vingt années à Londres et y décède le 9 novembre 1812 à l'âge de 66 ans. Il est inhumé dans le cimetière de l'église de Saint-Pancras Old Church comme de nombreux autres aristocrates français illustres ayant émigré à la Révolution.

### Fonds d'archives
- Fonds : Officiers supérieurs d'ancien régime.  Cote : 4 YD 3177. Archives du Service Historique des Armées (présentation en ligne).
- Fonds : Ventes des biens des domaines nationaux.  Cote : 1Q 387, 1Q 550,1Q 570, 1Q 583. Archives départementales d'Indre et Loire (présentation en ligne).
- Fonds : Etude de Maitre Desjardins (1805).  Cote : 3E 44 242. Archives Départementales des Yvelines (présentation en ligne).
- Fonds : Etudes notariale LXXXVIII (88) de Paris (1771).  Cote : MC/ET/LXXXVIII/728. Archives Nationales (présentation en ligne).
- Fonds : Actes de catholicité de Saint-Paterne-Racan (1746).  Cote : 6NUM6/231/017. Archives Départementales d'Indre et Loire (présentation en ligne).
- Fonds : Dossier des conseillés d'ambassade de Hollande (1772-1776).  Cote : MN 266 QO. Archives du ministères des affaires étrangères (présentation en ligne).
- Fonds : Chérin.  Cote : Français 31635 (Chérin 73). Bibliothèque Nationale de France (lire en ligne).
- Fonds : Carrés d'Hozier.  Cote : Français 30466 (Carrés d'Hozier 237). Bibliothèque Nationale de France (lire en ligne).
- Fonds : Cabinet d'Hozier.  Cote : Français 31008 (Cabinet d'Hozier 127). Bibliothèque Nationale de France (lire en ligne).
- Fonds : Nouveau d'Hozier.  Cote : Français 31349 (Nouveau d'Hozier 124). Bibliothèque Nationale de France (lire en ligne).